# Cololejeunea sicaefolia
Cololejeunea sicaefolia là một loài Rêu trong họ Lejeuneaceae. Loài này được (Gottsche) Pócs & Bernecker mô tả khoa học đầu tiên.